# Biforcazione imperfetta
In matematica, una biforcazione è detta imperfetta se il suo studio è riconducibile a quello di una biforcazione canonica a meno di un fattore di disturbo.
Un esempio è dato dall'equazione differenziale della biforcazione pitchfork cui viene aggiunta, come imperfezione, una costante {\displaystyle h}:
{\displaystyle {\frac {\mathrm {d} x}{\mathrm {d} t}}=h+rx-x^{3}}
Se {\displaystyle h\neq 0} si perde la simmetria classica dei sistemi con biforcazioni a forcone. Per tale ragione {\displaystyle h} è detto parametro di imperfezione.

## Studio della funzione
L'equazione differenziale è di difficile studio analitico, poiché vi sono due diversi parametri che fanno variare il sistema (ossia {\displaystyle r} ed {\displaystyle h}).
Per ovviare a tale problema si considerano vari grafici con {\displaystyle r} fissato e si studia geometricamente il sistema al variare del parametro {\displaystyle h}. In particolare si cercano le intersezioni tra le curve {\displaystyle y=rx-x^{3}} ed {\displaystyle y=-h}.

### Casor≤0{\displaystyle r\leq 0}
Quando {\displaystyle r\leq 0} la cubica {\displaystyle y=rx-x^{3}} è monotòna non crescente. La linea orizzontale {\displaystyle y=-h} si interseca con la cubica esattamente in un punto per ogni valore di {\displaystyle h}.

### Casor>0{\displaystyle r>0}
Quando {\displaystyle r>0} la curva non è più monotòna, quindi al variare di {\displaystyle h} vi sono una, due o tre intersezioni.
Poiché lo studio delle intersezioni è simmetrico rispetto ad {\displaystyle h=0}, studiamo i vari casi solo per {\displaystyle -h\geq 0} (ovvero {\displaystyle h\leq 0} ).
Vi sarà un valore critico del parametro, {\displaystyle h_{c}}, in cui la linea orizzontale {\displaystyle y=-h} è esattamente la tangente alla curva {\displaystyle y=rx-x^{3}}. Tale valore sarà dato dal massimo (minimo nel lato simmetrico rispetto all'asse delle ascisse) relativo alla cubica.
Per ricavare il valore del massimo e quello di {\displaystyle h_{c}} studiamo la derivata
{\displaystyle {\frac {\mathrm {d} }{\mathrm {d} t}}\left(rx-x^{3}\right)=r-3x^{2}}
da cui, scegliendo il valore positivo:
{\displaystyle x_{\mathrm {max} }={\sqrt {\frac {r}{3}}}}
e quindi:
{\displaystyle h_{c}\left(r\right)=rx_{\mathrm {max} }-3x_{\mathrm {max} }^{2}={\frac {2r}{3}}{\sqrt {\frac {r}{3}}}}
Vediamo che succede diminuendo il parametro {\displaystyle h}:
- per {\displaystyle \left|h\right|>h_{c}} si ha una sola intersezione che corrisponde ad un punto d'equilibrio stabile (la stabilità è facilmente ricavabile sia analiticamente sia geometricamente);

- per {\displaystyle \left|h\right|=h_{c}} nasce un nuovo punto d'equilibrio semistabile (instabile a sinistra e stabile a destra) che si aggiunge al punto d'equilibrio stabile già presente;

- per {\displaystyle \left|h\right|<h_{c}} vi sono, oltre al primo punto fisso stabile, due punti d'equilibrio distinti: uno più centrale rispetto alla simmetria della cubica instabile e l'altro stabile.

Ovviamente una situazione speculare la si verifica per {\displaystyle h<0}.
Per i valori critici {\displaystyle h=h_{c}} ed {\displaystyle h=-h_{c}} vi è l'improvvisa comparsa/scomparsa di due punti d'equilibrio, ovvero si ha, localmente, una biforcazione saddle-node.

## Diagramma di biforcazionex{\displaystyle x}vs.r{\displaystyle r}

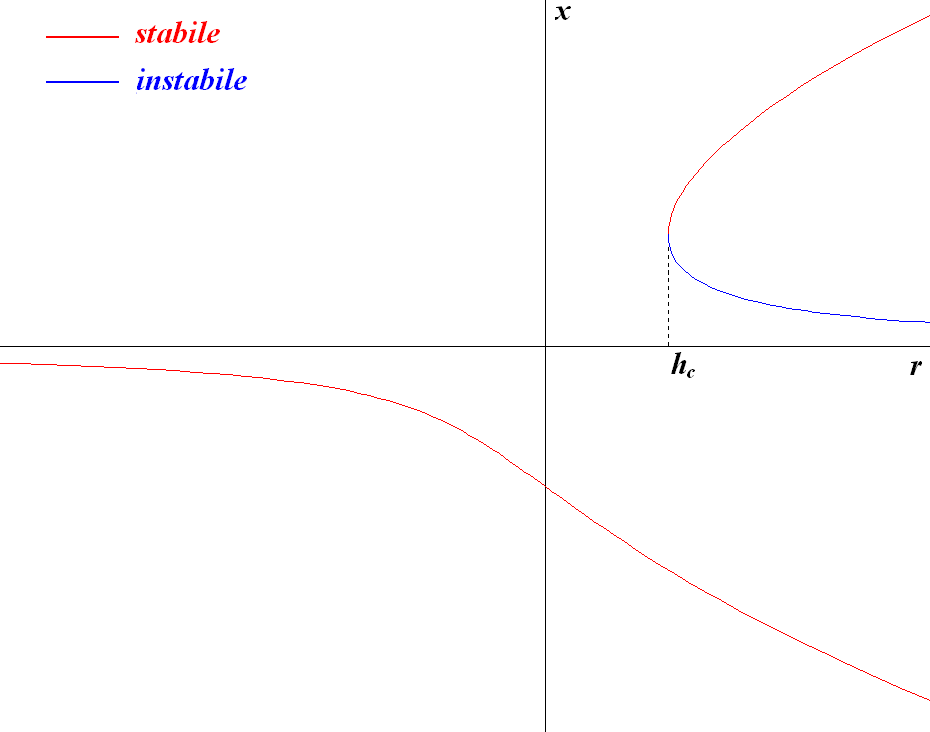
Diagramma di biforcazione pitchfork con fattore di disturbo

Studiando la stabilità tramite diagramma di biforcazione si vede che, se {\displaystyle h=0} si ha il diagramma solito della biforcazione pitchfork, mentre per {\displaystyle h\neq 0} si ottengono due curve disgiunte:
- un ramo stabile definito per ogni {\displaystyle r\in \mathbb {R} }, che tende a {\displaystyle \infty } per {\displaystyle r\to +\infty } e a {\displaystyle 0} per {\displaystyle r\to -\infty };
- una curva definita per {\displaystyle r\geq h_{c}} composta da un ramo stabile ed uno instabile che per {\displaystyle r\to +\infty } tendono rispettivamente a {\displaystyle \infty } (in segno opposto al ramo stabile precedente) e a {\displaystyle 0}.